# 魚鱗之家
魚鱗之家（日语：／ Uroko no ie */?），是位於日本兵庫縣神戶市中央區北野町的一座歷史建築物。是神戶最早公開的異人館。因外牆貼裝的板岩形狀類似魚鱗，因此得名。也是目前重要傳統的建造物群保存地區「北野町山本通」的構成部分。

## 沿革
魚鱗之家建成於1905年，最初是作為專供日本海外居民的豪華出租建築而建造，大正時代時，建築物遷至北野町。
大廳內隨著歷經歲月的家具陳設，陳列著來自邁森等陶瓷製品，以及埃米尔·加莱、蒂芙尼公司等玻璃工藝品。目前魚鱗之家是國家註冊的有形文化財，也是兵庫縣住宅100 選之一。

## 魚鱗美術館
魚鱗之家西側設有名為「魚鱗之家美術館」（うろこの家美術館）的美術館，該博物館位於三樓，從窗戶可以遠眺神戶港。

### 主要收藏
美術館展出皮埃尔-奥古斯特·雷诺阿、莫里斯·郁特里罗、莫伊斯·基斯林、亨利·马蒂斯、康斯坦·特魯瓦永、貝爾納·布菲等歐洲近代著名畫家的油畫、以及俄羅斯繪畫、堀江優的作品。
- 莫里斯·郁特里罗：《咪咪的家》
- 貝爾納·布菲：《安娜貝拉雕像》
- 康斯坦·特魯瓦永：《楓丹白露宮的風景與獵人》
- 拉多維奇：《塔什教堂》
- 埃德蒙·阿曼-让（英语：Edmond Aman-Jean）：《瑪麗·勞倫森的肖像》、《摘葡萄的女孩》
- 莫伊斯·基斯林：《紅膝裸女》
- 莫里斯·丹尼：《母與子》
- 亨利·马蒂斯：《尼斯之花》
- 安德魯·魏斯：《樓梯》
- 欧仁·卡里埃：《回憶》
- 納斯里耶夫：《素描》
- 托蘭：《布洛涅占卜》
- 拉斐尔·科兰（英语：Raphaël Collin）：《微風》
- 薩倫丁：《回憶》
- 諾埃爾：《暴風雨後的陽光》
- 堀江優：《麗貝卡》、《相信》、《最後的晚餐》

## 外部連結
- うろこの家 （页面存档备份，存于）

34°42′10.66″N 135°11′26.40″E / 34.7029611°N 135.1906667°E